# Ухово (Подляское воеводство)
Ухо́во (пол. Uhowo) — деревня в Белостокском повете Подляского воеводства Польши. Входит в состав гмины Лапы. По данным переписи 2011 года, в деревне проживало 1555 человек.

## География
Деревня расположена на северо-востоке Польши, на правом берегу реки Нарев, на расстоянии приблизительно 21 километра (по прямой) к юго-западу от города Белостока, административного центра повета. Абсолютная высота — 121 метр над уровнем моря. Через деревню проходит автодорога 682.

## История
В конце XVIII века Ухово входило в состав Бельского повета Подляшского воеводства Королевства Польского.

Согласно «Указателю населенным местностям Гродненской губернии, с относящимися к ним необходимыми сведениями», в 1905 году в деревне Угово проживало 723 человека. В административном отношении деревня входила в состав Завыковской волости Белостокского уезда (2-го стана).
В период с 1975 по 1998 годы деревня являлась частью Белостокского воеводства.

## Достопримечательности
- Костёл Святого Войцеха 1914—1919 гг.